# Rally de Gran Bretaña de 2017
El Rally de Gran Bretaña de 2017, oficialmente 73. Dayinsure Wales Rally GB, fue la septuagésima tercera edición y la decimosegunda ronda de la temporada 2017 del Campeonato Mundial de Rally. Se celebró del 27 al 29 de octubre y contó con un itinerario de 21 tramos sobre tierra que sumaron un total de 304,36 km cronometrados. Fue también la decimosegunda ronda de los campeonatos WRC 2 y WRC 3.

## Resultados

### Itinerario
| Día   | Tramo | Nombre                 | Distancia | Ganador de la etapa                 | Coche                                  | Tiempo  | Líder de la general |
| ----- | ----- | ---------------------- | --------- | ----------------------------------- | -------------------------------------- | ------- | ------------------- |
| Día 1 | SS1   | Visit Conwy Tir Prince | 1.49 km   | Sébastien Ogier                     | Ford Fiesta WRC                        | 1:09.7  | Sébastien Ogier     |
| Día 1 | SS2   | Myherin 1              | 20.28 km  | Elfyn Evans                         | Ford Fiesta WRC                        | 11:01.6 | Elfyn Evans         |
| Día 1 | SS3   | Sweet Lamb 1           | 4.24 km   | Ott Tänak                           | Ford Fiesta WRC                        | 2:44.4  | Elfyn Evans         |
| Día 1 | SS4   | Hafren 1               | 35.14 km  | Elfyn Evans                         | Ford Fiesta WRC                        | 20:25.3 | Elfyn Evans         |
| Día 1 | SS5   | Myherin 2              | 20.28 km  | Elfyn Evans                         | Ford Fiesta WRC                        | 10:52.3 | Elfyn Evans         |
| Día 1 | SS6   | Sweet Lamb 2           | 4.24 km   | Sébastien Ogier                     | Ford Fiesta WRC                        | 2:41.6  | Elfyn Evans         |
| Día 1 | SS7   | Hafren 2               | 35.14 km  | Thierry Neuville                    | Hyundai i20 Coupe WRC                  | 20:22.3 | Elfyn Evans         |
| Día 2 | SS8   | Aberhirnant 1          | 13.91 km  | Elfyn Evans                         | Ford Fiesta WRC                        | 7:30.2  | Elfyn Evans         |
| Día 2 | SS9   | Dyfnant 1              | 17.91 km  | Elfyn Evans                         | Ford Fiesta WRC                        | 10:15.5 | Elfyn Evans         |
| Día 2 | SS10  | Gartheiniog 1          | 12.61 km  | Elfyn Evans                         | Ford Fiesta WRC                        | 7:30.5  | Elfyn Evans         |
| Día 2 | SS11  | Dyfi 1                 | 25.86 km  | Elfyn Evans                         | Ford Fiesta WRC                        | 15:02.6 | Elfyn Evans         |
| Día 2 | SS12  | Gartheiniog 2          | 12.61 km  | Elfyn Evans                         | Ford Fiesta WRC                        | 7:35.1  | Elfyn Evans         |
| Día 2 | SS13  | Dyfi 2                 | 25.86 km  | Thierry Neuville                    | Hyundai i20 Coupe WRC                  | 15:21.2 | Elfyn Evans         |
| Día 2 | SS14  | Cholmondeley Castle    | 1.80 km   | Thierry Neuville                    | Hyundai i20 Coupe WRC                  | 1:07.5  | Elfyn Evans         |
| Día 2 | SS15  | Aberhirnant 2          | 13.91 km  | Jari-Matti Latvala                  | Toyota Yaris WRC                       | 7:58.0  | Elfyn Evans         |
| Día 2 | SS16  | Dyfnant 2              | 17.91 km  | Elfyn Evans                         | Ford Fiesta WRC                        | 10:26.1 | Elfyn Evans         |
| Día 3 | SS17  | Alwen 1                | 10.41 km  | Ott Tänak                           | Ford Fiesta WRC                        | 5:32.2  | Elfyn Evans         |
| Día 3 | SS18  | Brenig 1               | 6.43 km   | Andreas Mikkelsen                   | Hyundai i20 Coupe WRC                  | 4:04.0  | Elfyn Evans         |
| Día 3 | SS19  | Gwydir                 | 7.49 km   | Thierry Neuville Jari-Matti Latvala | Hyundai i20 Coupe WRC Toyota Yaris WRC | 4:51.1  | Elfyn Evans         |
| Día 3 | SS20  | Alwen 2                | 10.41 km  | Andreas Mikkelsen                   | Hyundai i20 Coupe WRC                  | 5:34.5  | Elfyn Evans         |
| Día 3 | SS21  | Brenig 2 (Power Stage) | 6.43 km   | Thierry Neuville                    | Hyundai i20 Coupe WRC                  | 4:01.2  | Elfyn Evans         |

### Clasificación final
| World Rally Championship   | World Rally Championship | World Rally Championship | World Rally Championship    | World Rally Championship | World Rally Championship | World Rally Championship | World Rally Championship | World Rally Championship | World Rally Championship |
| Pos.                       | Piloto                   | Copiloto                 | Equipo                      | Coche                    | Tiempo                   | Dif.                     | Puntos                   |                          |                          |
| -------------------------- | ------------------------ | ------------------------ | --------------------------- | ------------------------ | ------------------------ | ------------------------ | ------------------------ | ------------------------ | ------------------------ |
| 1                          | Elfyn Evans              | Daniel Barritt           | M-Sport World Rally Team    | Ford Fiesta WRC          | 2:57:00.6                | 0.0                      | 25                       |                          |                          |
| 2                          | Thierry Neuville         | Nicolas Gilsoul          | Hyundai Motorsport          | Hyundai i20 Coupe WRC    | 2:57:37.9                | +37.3                    | 23                       |                          |                          |
| 3                          | Sébastien Ogier          | Julien Ingrassia         | M-Sport World Rally Team    | Ford Fiesta WRC          | 2:57:45.8                | +45.2                    | 17                       |                          |                          |
| 4                          | Andreas Mikkelsen        | Anders Jæger             | Hyundai Motorsport          | Hyundai i20 Coupe WRC    | 2:57:50.4                | +49.8                    | 13                       |                          |                          |
| 5                          | Jari-Matti Latvala       | Miikka Antilla           | Toyota Gazoo Racing WRT     | Toyota Yaris WRC         | 2:57:50.9                | +50.3                    | 13                       |                          |                          |
| 6                          | Ott Tänak                | Martin Järveoja          | M-Sport World Rally Team    | Ford Fiesta WRC          | 2:58:02.9                | +1:02.3                  | 8                        |                          |                          |
| 7                          | Kris Meeke               | Paul Nagle               | Citroën Total Abu Dhabi WRT | Citroën C3 WRC           | 2:58:21.1                | +1:20.5                  | 10                       |                          |                          |
| 8                          | Hayden Paddon            | Sebastian Marshall       | Hyundai Motorsport          | Hyundai i20 Coupe WRC    | 2:59:16.9                | +2:16.3                  | 4                        |                          |                          |
| 9                          | Esapekka Lappi           | Janne Ferm               | Toyota Gazoo Racing WRT     | Toyota Yaris WRC         | 2:59:47.1                | +2:46.5                  | 2                        |                          |                          |
| 10                         | Dani Sordo               | Marc Martí               | Hyundai Motorsport          | Hyundai i20 Coupe WRC    | 3:00:51.1                | +3:50.5                  | 1                        |                          |                          |
| World Rally Championship 2 |                          |                          |                             |                          |                          |                          |                          |                          |                          |
| 1 (11.)                    | Pontus Tidemand          | Jonas Andersson          | Škoda Motorsport            | Škoda Fabia R5           | 3:07:12.2                | 0.0                      | 25                       |                          |                          |
| 2 (12.)                    | Eric Camilli             | Benjamin Veillas         | M-Sport World Rally Team    | Ford Fiesta R5           | 3:09:06.6                | +1:54.4                  | 18                       |                          |                          |
| 3 (13.)                    | Tom Cave                 | James Morgan             | Styllex Motorsport          | Ford Fiesta R5           | 3:09:15.5                | +2:03.3                  | 15                       |                          |                          |